# 101 Hudson Street
101 Hudson Street – wieżowiec w Jersey City, w stanie New Jersey, w Stanach Zjednoczonych, o wysokości 167 m. Budynek został otwarty w 1992 i posiada 42 kondygnacje.